# Памятник Лёне Голикову (Великий Новгород)
Памятник Лёне Голикову — памятник пионеру-герою Лёне Голикову в городе Великий Новгород. Памятник истории регионального значения.

## Описание
Памятник расположен на Предтеченской улице Великого Новгорода, в сквере Лёни Голикова у здания Правительства Новгородской области (Дом Советов).
Памятник представляет собой полуфигуру юного героя в шапке-ушанке с автоматом в руках. Ниже — надпись «Герой Советского Союза партизан ЛЕНЯ ГОЛИКОВ».

## История
Памятник Лёне Голикову выполнен народным художником СССР скульптором Н. В. Томским из светлого гранита . Автор монумента для его создания использовал сохранившуюся подлинную фотографию героя, которую можно увидеть в книге А. Вахова «Девять бесстрашных» (1944) и в статье Г. Светлова «Таким был Лёня» (журнал «Костёр», 1989, № 2). На ней Лёня Голиков предстаёт на фоне леса в плоской шапке, сбитой назад, в полушубке, с медалью, в гимнастёрке, но без офицерской портупеи.
Торжественная церемония открытия памятника партизану-герою в Новгороде состоялась 19 января 1964 года. В ней приняли участие командир и партизаны 67-го отряда 4-й Ленинградской партизанской бригады, в котором воевал Голиков, генерал И. Т. Коровников, скульптор Н. В. Томский.
На основании решения исполнительного комитета Новгородского областного Совета депутатов трудящихся № 50 от 22 января 1968 года «О принятии на государственную охрану памятников истории и культуры местного значения» памятник Герою Советского Союза Лёне Голикову в городе Новгороде получил охранный статус.